# 9339 Кімновак
9339 Кімновак (9339 Kimnovak) — астероїд головного поясу, відкритий 8 квітня 1991 року.
Тіссеранів параметр щодо Юпітера — 3,190.